# Distretto di Beshariq
Il distretto di Beshariq è uno dei 15 distretti della Regione di Fergana, in Uzbekistan. Il capoluogo è Beshariq.